# Škoflje, Divača
Škoflje je naselje v Občini Divača